# Erythropitta ussheri
La pitta neroscarlatta o pitta testanera (Erythropitta ussheri (Gould, 1877)) è un uccello passeriforme della famiglia dei Pittidi.

## Etimologia
Il nome scientifico della specie è stato scelto in omaggio all'ornitologo irlandese Richard John Ussher, mentre il suo nome comune si riferisce alla livrea di questi uccelli.

## Descrizione

### Dimensioni
Misura fino a 15 cm di lunghezza, per un peso di 50-64 g.

### Aspetto
Questi uccelli hanno un aspetto massiccio e paffuto, con ali e coda corte, testa arrotondata e becco allungato: nel complesso, questa specie mostra grande somiglianza con la pitta granatina (che presenta calotta rossa, assente nella pitta neroscarlatta) e con la pitta graziosa (di colore più scuro).

Il maschio presenta testa e collo nero-bluastri, con una sottile banda bianco-azzurrina che parte dal retro dell'occhio raggiungendo i lati della nuca: petto, ali, dorso e coda sono di colore blu (le seconde con remiganti azzurre), mentre ventre e sottocoda sono di colore rosso scarlatto. La femmina presenta colorazione perlopiù brunastra, con remiganti e coda blu-azzurre e ventre rossiccio: in ambedue i sessi il becco è nerastro con una caratteristica punta rosso-arancio presente unicamente in questa specie e le zampe sono di colore carnicino, mentre gli occhi sono bruni nel maschio e azzurri nella femmina.

## Biologia

### Comportamento
Si tratta di uccelli diurni e solitari, estremamente territoriali verso i conspecifici pur mostrandosi assai timidi e riservati: essi passano la maggior parte della giornata al suolo, muovendosi nel folto del sottobosco alla ricerca di cibo. Generalmente, questa specie può essere osservata in densità di 21-22 coppie per chilometro quadrato.

### Alimentazione
La dieta di questi uccelli è composta principalmente da lombrichi e chiocciole: essa viene inoltre integrata quando possibile con insetti e altri invertebrati di piccole dimensioni.

### Riproduzione
La stagione degli amori coincide con la stagione secca, estendendosi da febbraio alla fine di luglio: il nido, un ammasso globoso di rametti e materiale vegetale intrecciato con camera centrale imbottita di foglie, viene costruito da ambedue i sessi su un substrato fangoso, al suolo o fra gli arbusti. Al suo interno la femmina depone due uova di colore biancastro con screziature nere e rosso cupo, che ambedue i partner covano per due settimane e mezzo: è sempre compito di entrambi i genitori nutrire i pulli, ciechi e implumi alla nascita, che si allontanano dal nido solo una volta completamente indipendenti.

## Distribuzione e habitat
La pitta neroscarlatta è endemica del Borneo settentrionale (Sabah), dove abita la foresta pluviale primaria e secondaria di pianura, lasciando alla pitta minore le quote oltre i 300 m: essa può essere osservata anche nelle Piantagioni di albero della gomma e di albizia.

## Tassonomia
Tradizionalmente considerata una sottospecie di pitta granatina, col nome di Erythropitta granatina ussheri, in base alle differenze morfologiche e vocali, oltre che all'apparente parapatria, la pitta rossoscarlatta viene attualmente considerata una specie a sé stante, derivata molto verosimilmente proprio dalla pitta granatina per speciazione allopatrica.